# Marcipa bistriata
Marcipa bistriata là một loài bướm đêm trong họ Erebidae.